# Owen Hunt
Owen Hunt – fikcyjna postać serialu Chirurdzy, stacji ABC, odgrywany przez Kevina McKidda, stworzony przez Shondę Rhimes
Owen Hunt to chirurg urazowy, żołnierz w stopniu majora, weteran wojny w Iraku. W pierwszym odcinku piątej serii przyjeżdża jedną z karetek z rannym, któremu wykonał tracheotomię długopisem. Odrzuca ofertę pracy i wraca do Iraku. Po pewnym czasie, jednak pojawia się ponownie już jako lekarz urazowy szpitala SGH. Dowiadujemy się później, że jako jedyny ze swojego oddziału przeżył i został honorowo zwolniony ze służby. 
Po pewnym czasie wiąże się z Cristiną Yang. Cierpi na zespół stresu pourazowego, co daje się we znaki w trakcie jego związku z Cristiną. W związku z tym podejmuje leczenie. Wkrótce w szpitalu zjawia się jego dawna narzeczona, Beth, z którą zerwał zaręczyny w dwóch linijkach e-maila. Na jaw wychodzi również, że Hunt nie powiedział swojej matce o tym, że wrócił z Iraku. 
W szóstym sezonie, Owen sprowadza dla Cristiny nauczycielkę kardiochirurgii – Teddy Altman którą nazywa „boginią kardiochirurgii. Okazuje się, że on i Teddy służyli kiedyś razem w Iraku. Ponadto Teddy jest zakochana w Owenie. Przez to, Yang ma wątpliwości czy powinna być z Huntem. Podczas kryzysu z Garym Clarkiem, Owen podejmuje próbę powstrzymania go i zostaje postrzelony w ramię.
W siódmym sezonie, Owen bierze nagły ślub z Cristiną. Ponadto organizuje specjalny kurs urazowy dla rezydentów. Najlepiej zalicza go April Kepner. Po jakimś czasie pojawiają się jednak pewne problemy małżeńskie, pomiędzy Owenem a Cristiną. Yang oświadcza, że nie zamierza mieć dzieci, natomiast Hunt mówi, że chciałby mieć kiedyś rodzinę, a także, że Cristina musi przynajmniej udawać, że zależy jej na zdaniu męża. W finale siódmego sezonu, Cristina orientuje się, że spodziewa się dziecka. Kłoci się z Owenem, ponieważ on chce dziecka, a ona – nie. Ostatecznie podejmuje decyzję o aborcji. Owen, dowiedziawszy się o tym, wyrzuca ją z domu, ponieważ Yang nie liczy się z jego zdaniem.
W ósmym sezonie Cristina dokonuje aborcji z czym Owen nie może się pogodzić, Owen zostaje nowym szefem chirurgii, po rezygnacji Richarda Webbera. Jego związek z Cristiną nadal wisi na włosku, zwłaszcza gdy Owen przyznaje się żonie, że ją zdradził. W wyniku tego Cristina decyduje się na wyprowadzkę do Minnesoty, by dołączyć do tamtejszego programu kardiochirurgii.
W dziewiątym sezonie, po wypadku samolotu stara się wspierać Cristinę. Gdy zaczynają prowadzić dochodzenie w sprawie katastrofy dla dobra sprawy Hunt decyduje się na rozwód. Zaskakuje to Cristinę, która wraca z Minnesoty i chce odbudować relacje z mężem. Nie wie ona. że zrobił to po to, aby sprawa o odszkodowanie ruszyła w sądzie - gdyby pozostał mężem poszkodowanej sąd mógłby oddalić pozew w związku z konfliktem interesów. Cristina się o tym dowiaduje i rozpoczyna się ich nieformalny związek. W końcu Hunt dochodzi do tego, że małżeństwo stało się głównym powodem ich wzajemnego oddalenia się od siebie. Oboje podpisują dokumenty rozwodowe, aby pozostać w wolnym związku. 
Gdy przed szpitalem staje wypłacenie odszkodowania ofiarom katastrofy lotniczej i Seattle Grace Mercy West Hospital bankrutuje, Owen za wszelką cenę stara się uratować szpital. Jednak doradca, którego zatrudnia zataja przed nim, co tak naprawdę, będzie się działo gdy szpital zostanie przejęty przez Pegasus. Gdy szpital wykupi fundacja Avery’ego szpital zmienia nazwę na Grey-Sloan Memorial Hospital,Hunt początkowo ma zostać odwołany, jednak po niedługim czasie nadal pozostaje szefem.
W sezonie 10 Hunt i Cristina postanawiają się ostatecznie rozstać. Cristina zakłada mu konto na portalu internetowym i szuka odpowiedniej partnerki. Owen zaczyna spotykać się z lekarką z innego szpitala, jednak w końcu dochodzi do wniosku, że dalej kocha Cristinę i nie jest w stanie związać się z kimś innym. Gdy Yang nie dostaje nagrody Avery’ego, usiłuje ją pocieszyć. Kiedy Cristina otrzymuje propozycję prowadzenia szpitala w Szwajcarii prosi ją o przeprowadzenie rozmów kwalifikacyjnych z potencjalnymi kandydatami na stanowisko szefa kardiochirurgii (obecny rezygnuje, ponieważ wie, że nikt ze szpitala nie ma szans na otrzymanie nagrody Avery’ego przez związek fundacji ze szpitalem). W końcu chce zaproponować Yang tę posadę, jednak wie, że musi pozwolić jej wyjechać. Spędzają razem ostatnie dni Cristiny w Seattle, po czym ona wyjeżdża.
W sezonach 11. i 12. Hunt schodzi się i rozchodzi z Amelią Shepherd. W szpitalu pojawia się Riggs, który jest wojskowym kardiochirurgiem. Był on w związku z siostrą Hunta, która zginęła, co powoduje konfliktu pomiędzy oboma lekarzami. Sezon 12. kończy się ślubem Hunta i Amelii.